# پیتر فرویند
پیتر فرویند (انگلیسی: Peter Freund؛ زاده ۷ سپتامبر ۱۹۳۶) یک فیزیک‌دان و نظریه‌پرداز اهل ایالات متحده آمریکا است.